# Toby Cavanaugh
Toby Cavanaugh è un personaggio immaginario della serie televisiva Pretty Little Liars, tratto dalla serie di romanzi di Sara Shepard. Toby è interpretato da Keegan Allen e nella versione italiana è doppiato da Alessio Nissolino.

## Personaggio
Fratellastro di Jenna Marshall, viene inizialmente considerato il responsabile della morte di Alison DiLaurentis. Con l'aiuto di Spencer Hastings, sua futura ragazza, riuscirà ad essere scagionato. Stringe una forte amicizia con Caleb Rivers.
Nasce il 19 marzo 1993 a Rosewood, figlio della deceduta Marion Cavanaugh e di Daniel Cavanaugh, con il nome anagrafico Tobias.
All'inizio della prima stagione conosce Emily Fields, poiché entrambi sono iscritti al medesimo corso di biologia. Nel libro i due intraprendono una relazione perché Emily pensa che in questo modo riuscirà a nascondere a se stessa la sua omosessualità; la relazione giunge al capolinea la mattina in cui Toby viene ritrovato morto. Nella serie tv sono solo amici, in quanto Toby si rende conto immediatamente del fatto che Emily sia innamorata di Maya St. Germain.
Dopo l'arresto e il conseguente rilascio, Toby conoscerà Spencer Hastings, innamorandosi di lei. Comincerà a lavorare come carpentiere, inizialmente per Peter Hastings, successivamente per clienti non specificati, che lo porteranno ad allontanarsi da Rosewood per alcuni periodi.
Nella terza stagione entra nell'A-Team per proteggere Spencer. I due si rimetteranno insieme dopo che Toby le avrà confessato di essersi aggiunto solo per proteggerla.
Nella quarta stagione diventa un ufficiale della polizia, sempre per proteggere Spencer, ma questo suo nuovo impiego diventerà motivo di discussioni e litigi con la sua ragazza. 
Dopo il time-jump, Toby e Spencer si sono lasciati, dopo che lei aveva rischiato di rimanere incinta. Toby si sta per sposare con Yvonne Philips. I due proveranno ad abbandonare Rosewood, ma poco dopo aver superato il cartello, avranno un incidente. Yvonne muore dopo il grave colpo mentre Toby sopravvive e disperato si consola nelle braccia di Spencer. Alla fine della stagione i due finiscono insieme, ma senza nessun lieto fine. Loro si amano.
Due anni dopo dalla fine della serie, grazie allo spin-off " Pretty Little Liars: The Perfectionist ", si scopre che Toby e Spencer si sono sposati e abitano fuori Rosewood. 